# 亞爾馬·西拉斯沃

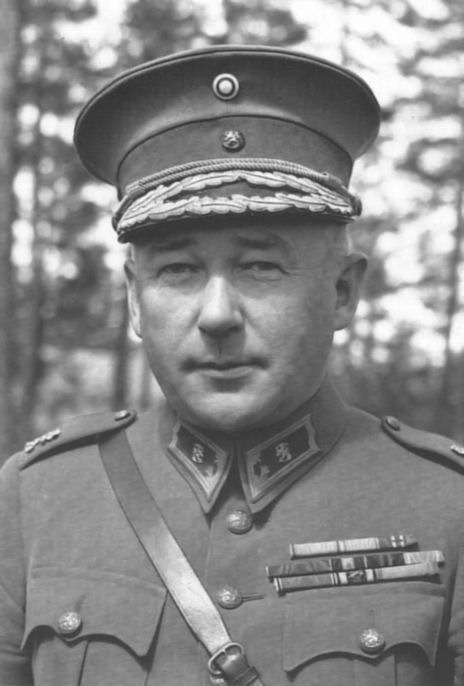
亞爾馬·西拉斯沃

亞爾馬·弗里多爾夫·西拉斯沃（芬蘭語：Hjalmar Fridolf Siilasvuo，1892年3月18日—1947年1月11日），芬蘭軍官，最終軍銜為中將。
亞爾馬·西拉斯沃1939至1940年的冬季戰爭中，取得了苏奥穆斯萨尔米战役的胜利，指揮芬蘭第九師抗擊蘇聯的入侵。1941年繼續戰爭期間，被任命為芬蘭第三軍的軍長。1944年，指揮拉普蘭戰爭，擊退了納粹德國的入侵。